# Keegan Allen
Keegan Phillip Allen (* 22. července 1989, Los Angeles, Kalifornie, USA) je americký herec a muzikant. Proslavil se rolí Tobyho Cavanaugha v seriálu Prolhané krásky (Pretty Little Liars), vysílaném na stanici Freeform. Seriál vychází z knižního bestselleru série spisovatelky Sary Shepardové.

## Životopis
Keegan je synem Joan Snyder, malířky a Phillipa Richarda Allena, bývalého Broadway herce, který se proslavil rolí Kapitána J.T. Estebana ve filmu Star Trek III: Pátrání po Spockovi. V roce 2009 získal bakalářský titul na Americké akademii hudby a dramatu.

## Kariéra
Ve 13 letech získal roli v dokumentu pro Animal Planet.V roce 2002 se objevil v krátkém filmu Small Emergencies. Po dlouhé pauze v roce 2010 se objevil v televizní show stanice Nickelodeon Big Time Rush. Ve stejném roce si zahrál v krátkém filmu As A Last Resort. Krátce poté získal roli Tobyho Cavanugh v seriálu stanice ABC Prolhané krásky.
V roce 2011 se objevil v CBS seriálu Kriminálka Las Vegas. Jako Jake se objevil v seriálu Moje nesnesitelná puberťačka. V roce 2013 se objevil v dramatu Palo Alto, po boku Jamese Franca, Emmy Roberts a Nata Wolffa. V roce 2014 získal roli ve filmu Bukowski, který produkoval a zrežíroval James Franco.
Jeho knihu fotografií life.love.beauty publikovalo v roce 2015 nakladatelstvím St. Martin's Press. V roce 2018 vydal knihu HOLLYWOOD: Photos and Stories from Foreverland.

## Filmografie

### Film
| Rok  | Název                  | Role                    | Poznámky    |
| ---- | ---------------------- | ----------------------- | ----------- |
| 2002 | Small Emergencies      | Syn vlastníka           | Krátký film |
| 2010 | As a Last Resort       | řidič                   | Krátký film |
| 2013 | Palo Alto              | Archie                  |             |
| 2014 | The Sound and the Fury | muž s červenou kravatou |             |
| 2015 | Bukowski               | Jimmy Haddox            |             |
| 2016 | Král Kobra             | Harlow                  |             |
| 2016 | In Dubious Battle      | Keller                  |             |
| 2017 | Actors Anonymous       | Trey                    |             |
| 2019 | Follow Me              | Cole Turner             |             |
| TBA  | Bukowski               | Jimmy Haddox            |             |

### Televize
| Rok       | Název                        | Role           | Poznámky                       |
| --------- | ---------------------------- | -------------- | ------------------------------ |
| 2010      | Big Time Rush                | Model #2       | díl: „Big Time Jobs“           |
| 2010–2017 | Prolhané krásky              | Toby Cavanaugh | hlavní role, 90 dílů           |
| 2011      | Kriminálka Las Vegas         | Max Ferris     | díl: „Zapnout, naladit, umřít“ |
| 2013      | Moje nesnesitelná puberťačka | Jake           | díl: „Teenage Party“           |
| 2014      | The Hazing Secret            | Trent Rothman  | TV film                        |
| 2015      | Mladí a hladoví              | Tyler          | díl: „Young & Back to Normal“  |
| 2017      | A Moving Romance             | Scott Norrell  | TV film                        |
| 2017      | Closer: Nové případy         | Aiden Reed     | 2 díly                         |
| 2019      | What/If                      | Billy          | 2 díly                         |

### Internet
| Rok  | Název         | Role | Poznámky        |
| ---- | ------------- | ---- | --------------- |
| 2016 | Youthful Daze | Kyle | díl: „Punisher“ |

### Hudební videoklipy
| Rok  | Autor        | Skladba              |
| ---- | ------------ | -------------------- |
| 2013 | Temara Melek | „Karma's Not Pretty“ |

## Nominace a ocenění
| Rok  | Ocenění            | Kategorie                          | Práce           | Výsledek  |
| ---- | ------------------ | ---------------------------------- | --------------- | --------- |
| 2011 | Teen Choice Awards | Letní televizní hvězda – muž       | Prolhané krásky | nominace  |
| 2013 | Teen Choice Awards | Letní televizní hvězda – muž       | Prolhané krásky | vítězství |
| 2013 | TV Guide Award     | Oblíbený zloduch (s Janel Parrish) | Prolhané krásky | nominace  |
| 2014 | Teen Choice Awards | Televizní herec – drama            | Prolhané krásky | nominace  |
| 2015 | Teen Choice Awards | Televizní herec – drama            | Prolhané krásky | nominace  |
| 2016 | Teen Choice Awards | Televizní herec – drama            | Prolhané krásky | nominace  |